# Aeoloderma
Aeoloderma — род жуков-щелкунов из подсемейства Pyrophorinae. Этот род, как и близкие ему роды, нуждаются в ревизии.

## Распространение
В Старом Свете распространены 7 видов. На территории бывшего СССР распространены 3 вида.

## Описание
Жуки небольших размеров, пёстро окрашенные. Тело слабо выпуклое вытянутое, покрыто мелкими чешуйками. Переднегрудь у передних тазиков имеет резкий уступ. Швы переднегруди спереди слегка зияющие. Задние углы преднеспинки не имеют килей или же имеют очень короткие  и сглаженные кили. Пятый сегмент лапок с лопастинкой.

## Список видов
- Aeoloderma agnata (Candeze, 1873)
- Aeoloderma australis (Candèze, 1900)
- Aeoloderma crucifer (Rossi, 1790)
- Aeoloderma queenslandica (Blackburn, 1892)